# Panenská Hůrka
Panenská Hůrka je malá vesnice, část obce Bílý Kostel nad Nisou v okrese Liberec. Nachází se asi dva kilometry jižně od Bílého Kostela nad Nisou. Panenská Hůrka je také název katastrálního území o rozloze 4,49 km².

## Historie
První písemná zmínka o vesnici pochází z roku 1475. Do roku 1946 se vesnice jmenovala Frauenberg.

## Pamětihodnosti
- Přírodní rezervace Dlouhá hora

## Další fotografie

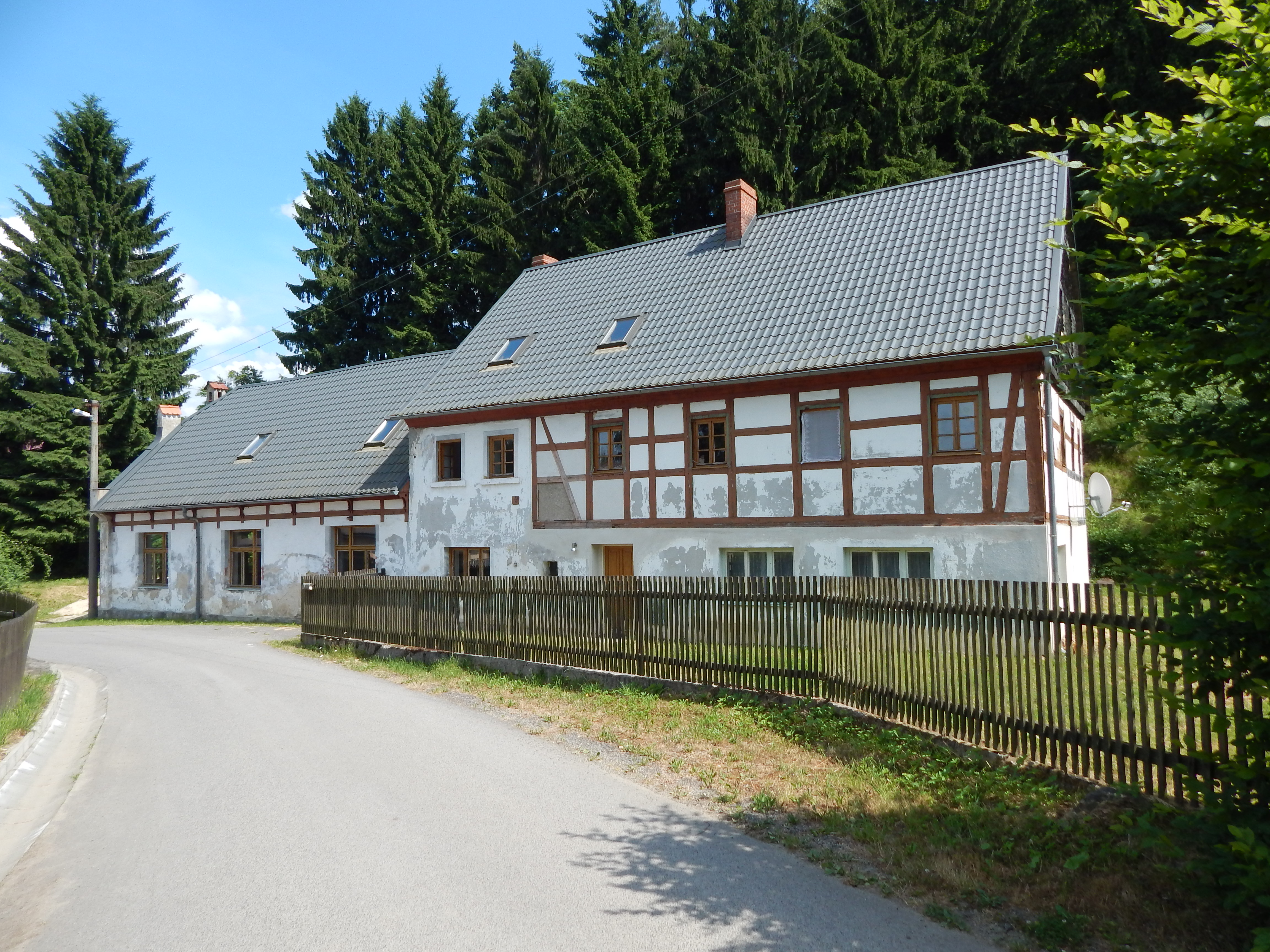
Hrázděný dům u silnice
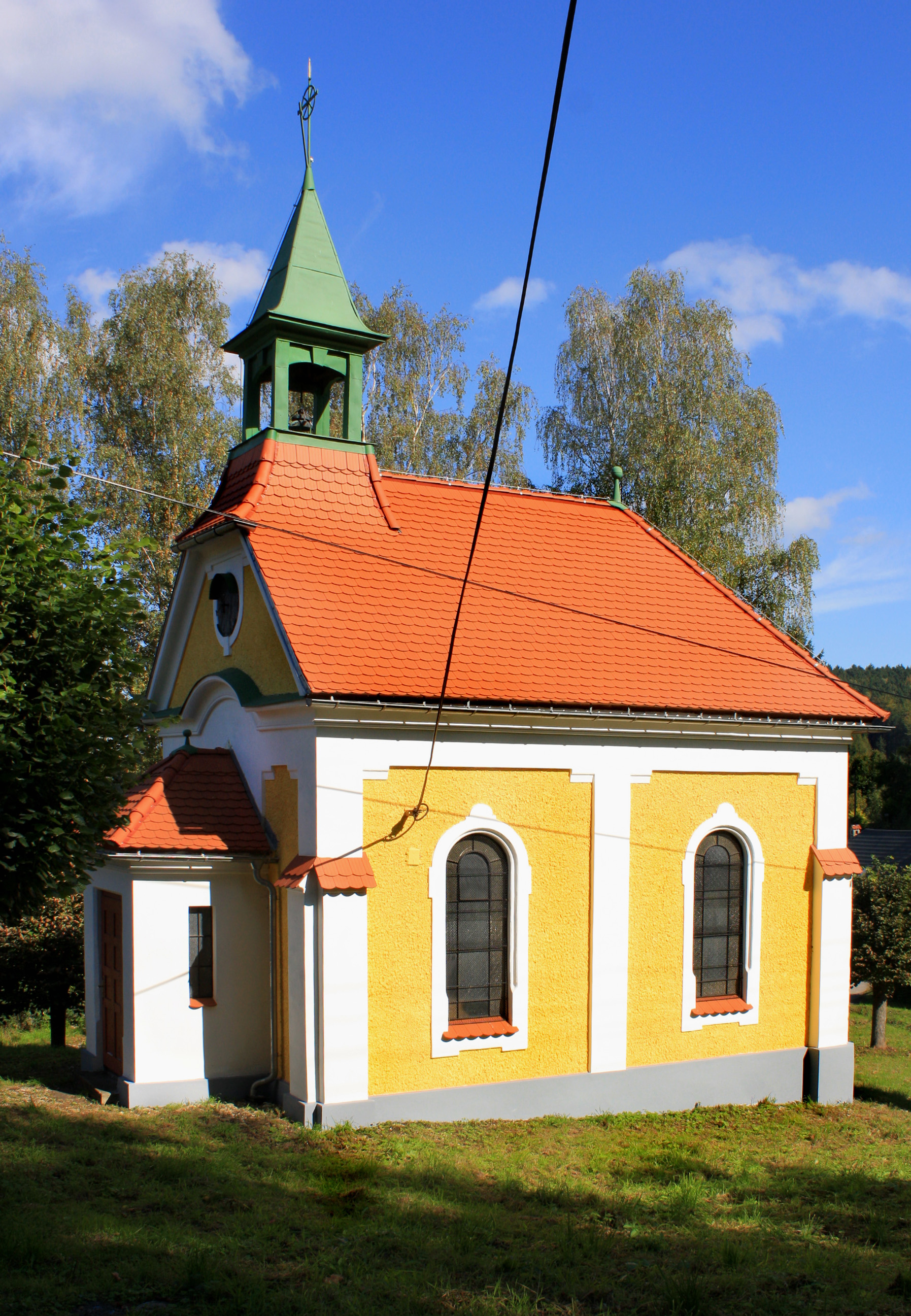
Opravená kaple
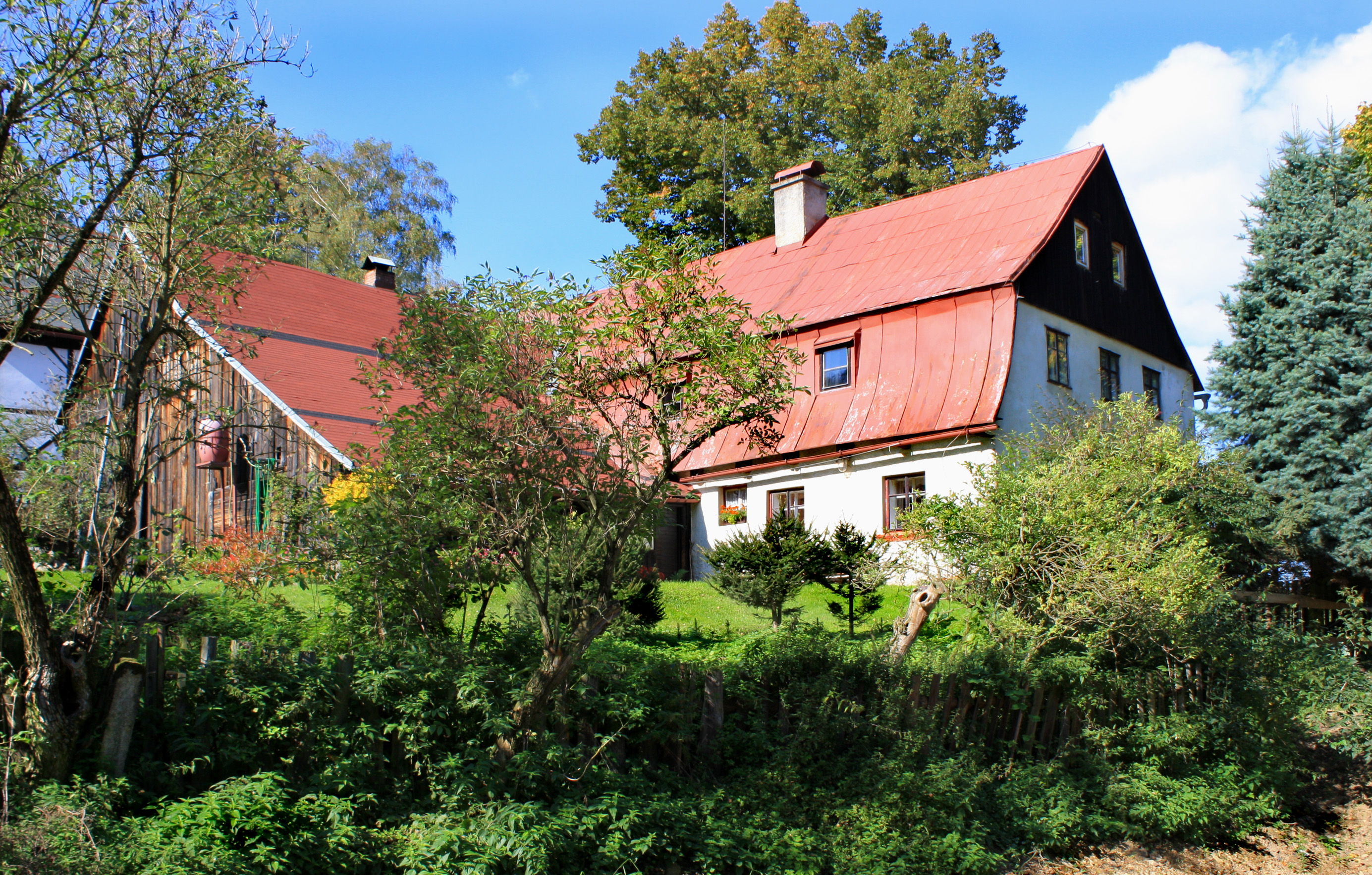
Dům se stodolou